# (9340) Williamholden
(9340) Williamholden est un astéroïde de la ceinture principale.

## Description
(9340) Williamholden est un astéroïde de la ceinture principale. Il fut découvert le 6 juin 1991 à La Silla par Eric Walter Elst. Il présente une orbite caractérisée par un demi-grand axe de 3,20 UA, une excentricité de 0,15 et une inclinaison de 2,3° par rapport à l'écliptique.

## Compléments